# Ermesinda de Carcassona
Ermesinda de Carcassona (Carcassona, c. 972 — Sant Quirze de Besora, 1 de março de 1058) foi condessa consorte de Barcelona, e por duas vezes regente do condado, a primeira vez pelo seu filho Berengário Raimundo I (1017-1021), e a segunda pelo seu neto Raimundo Berengário I (1035-1039). Segundo o historiador Martin Aurell, que lhe dedicou diversos trabalhos, esta mulher foi «sem dúvida a personagem política mais importante do século XI catalão».

## Biografia
Era casada desde 991 com o conde de Barcelona Raimundo Borel, com o qual governou até ele morrer em 1017; o seu falecido marido deu-lhe em testamento o condomínio dos três condados (Barcelona, Girona e Osona) para toda a vida, de modo que ela governou só como regente durante a minoria de idade do seu filho (1017-1021), e depois co-governou como co-proprietária. Contudo, bem cedo surgiram diferenças entre mãe e filho, que não se resolveram até dividirem o domínio: para o seu filho Berengário Raimundo foram os condados de Barcelona e Osona, e para Ermesinda o condado de Girona. Porém, Berengário Raimundo morreu prematuramente em 1035, deixando o domínio aos seus descendentes, momento em que Ermesinda fez uso mais outra vez do seu condomínio para assumir a regência (1035-1039), e depois co-governar com o seu neto.
Neste contexto, marcado pelo enfraquecimento da autoridade condal de Barcelona, teve de se enfrentar à revolta dos barões e senhores feudais que, com epicentro no Penedès e encabeçados por Mir Geribert, desafiaram a potestas condal e a sua política de manter a paz com os sarracenos, em troca pelo cobro de parias. Ermesinda apoiou o seu neto Raimundo Berengário I na sufocação da revolta nobiliária, e conseguiram-no, mas não por retornarem a ordem vigente na época de Raimundo Borel, e sim por aceitarem as novas práticas feudais, as convenientiae.
Durante o cogoverno surgiram novas dissensões, que se agravaram quando seu neto, Raimundo Berengário I, repudiou a política matrimonial desenhada pela sua avó, e casou-se com Almodis de la Marche. Então Ermesinda pressionou as hierarquias eclesiásticas para excomungarem seu neto, o que foi obtido em 1055. A excomunhão enfraqueceu ainda mais a autoridade dos condes de Barcelona e voltou a instigar a revolta nobiliária.
Finalmente em 1057, ela vendeu o seu domínio sobre os condados ao seu neto e retirou-se ao castelo de Sant Quirze de Besora, onde morreu no dia 1 de março de 1058. Foi inumada num sarcófago de pedra situado na galilé exterior da Catedral de Girona.
Em 1385 o rei Pedro o Cerimonioso ordenou que o sarcófago fosse deslocado ao interior da nave e recoberto com um novo sepulcro gótico. Em 1982, o sepulcro gótico foi aberto e se descobriu que a única decoração exterior do sarcófago românico eram dezessete listras de cor vermelha e dourada, considerada como um possível antecedente pré-heráldico do sinal dos Quatre Pals.

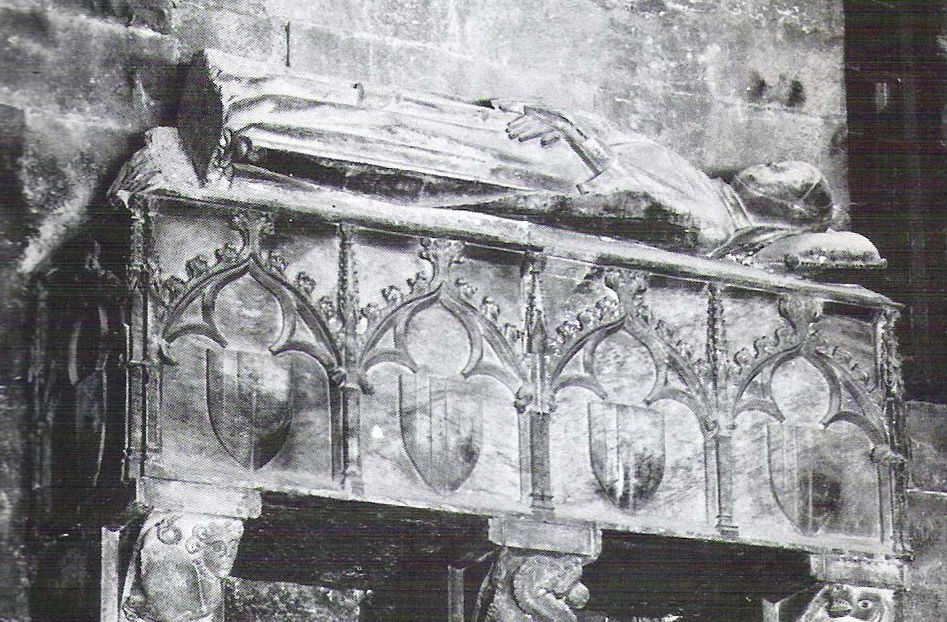
Sepulcro da Condessa.

Ermesinda realizou importantes doações às dioceses e igrejas dos seus domínios, e foi uma das mulheres com mais autoridade dentro da política do século XI. Governou por cerca de sessenta e seis anos e morreu por volta dos oitenta e cinco, sendo assim uma das mulheres com mais poder político na História da Catalunha. A sua vida exemplifica a evolução da condição da mulher aristocrática na antiga Gótia: passou de ter uma posição privilegiada a perder poder no momento em que as Leges Gothorum se viram relegadas pelas convenientiae feudais que os magnates faziam entre eles à margem das leis, e como estes - mediante a violência e a guerra - questionavam a potestas condal como garante da ordem pública. Este fato conduziu à nova ordem feudal, que dominou durante os dos séculos seguintes.